# Rodolphe Berger

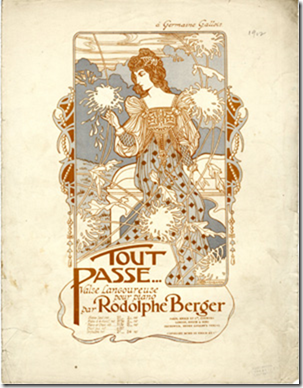
Tout Passe, illustratie door Richard Barabandy (1842-1902)

Rodolphe Berger (Wenen, 1864 – Barcelona, 1916) was een Franse componist vooral bekend om zijn door hem gecomponeerde walsen. Hij had dan ook de bijnaam Koning van de Wals. Meer dan vijftig composities zijn van hem bekend, maar waarschijnlijk zijn dat er aanzienlijk meer. Al deze composities werden uitgegeven op bladmuziek voorzien van een jugendstilafbeelding, vormgegeven door bekende Franse kunstenaars, waaronder Léonce Burret, J. Catulle, Clérice Frères, Lucien Faure, A. Roubille en Maurice Biais. Deze bladmuziek wordt naarstig gezocht door verzamelaars.

## Composities (selectie)
- Polka des Frou Frou 1899
- Smart 1899
- Souvenir Viennois (wals) 1899
- Pendant le Flirt (wals) 1899
- Loin du Pays 1899
- Amoureuse (wals) 1900
- Nuages Roses 1900
- Jeune fille modern Style 1901
- Joie d'Amour (wals) 1901
- Tout Feu Tout Flamme (polka) 1901
- Bal Blanc (wals) 1901
- Silhouet Anglaise 1901
- Tout Passe (wals) 1902
- L' Amour qui passe (wals) 1903
- Flirtation 1903
- Joyeux Negres 1903
- Chagrin d'Amour (wals) 1903
- Vertige (wals) 1904
- Pleurez mes Yuex (wals) 1905
- Un peu d'Amour (wals) 1906
- Messalinette (wals) 1906
- Perdition (wals) 1906
- Marche des Soireux 1906
- L'Heure Grise (wals) 1906
- C Etait un Soir d'Été 1907
- Rions Toujours ! (Weense wals) 1907
- Fruit Défendu (wals) 1907
- Mon Cheri 1909
- Gentile Manon
- Modern Style
- Valse Aimee (wals)
- Petite Annonce (wals)
- Marche des Gamins de Paris
- Colombine
- Comic Polka